# Achille Peigné-Delacourt
Achille Peigné-Delacourt, né à Troyes le 5 août 1797 et mort à Guise le 14 juin 1881, est un archéologue historien français, membre de la Société des antiquaires de France et de la Société des antiquaires de Picardie.
Il fut un des pionniers de la science archéologique, consacra son activité et sa fortune aux progrès et à la propagation des études historiques. Il participa à la création du Comité archéologique de Senlis en 1862.

## Biographie
Achille Peigné naît le 18 Thermidor de l'An V. Il est le fils de Charles Peigné, négociant à Troyes et d'Adélaïde Flament.
Il fait ses humanités au collège de Troyes, puis entreprend des études de médecine, à 17 ans obtient son brevet d'officier de santé, s'engage dans l'armée et participe à la campagne de France de 1814, ce qui lui vaudra de recevoir quarante ans plus tard la médaille de Sainte-Hélène.
De retour à la vie civile, il poursuit ses études à Paris, reçu docteur en médecine, il s'installe à Ham (Somme), épouse Octavie Delacourt et prend pour patronyme d'usage Peigné-Delacourt. De cette union naissent deux filles, Sophie en 1824, et Pauline en 1827 qui mourut en bas âge.
Dans les années 1830, il cesse d'exercer la médecine pour s’associer avec un frère dans son entreprise de négoce, et s’installe à Paris. Ses activités commerciales ne satisfaisant pas à ses inspirations intellectuelles, il se forme à la chimie, la minéralogie et la botanique sous la direction de son ami Théophile Pelouze, puis s’oriente vers l’archéologie.
En 1844, il est nommé directeur de la filature d'Ourscamp, manufacture de coton puis de velours, installée dans l'ancienne abbaye d'Ourscamp. Sous son impulsion, le site devient une ville usine, logements pour les ouvriers, école, crèche, dispensaire. M Péigné-Delacourt se fait remarquer des milieux économiques par son approche socio-industrielle, il est le représentant type du patronat paternaliste du milieu du XIXe siècle. Napoléon III visite l'usine d'Ourscamp le 13 juillet 1850 , on ne doute pas qu'au cours de cette visite, il parlèrent d'industrie, de développement social mais aussi archéologie.
C'est en qualité d'industriel, directeur d'un des plus grands sites industriels de l'Oise qu'il est nommé chevalier de la Légion d'honneur en 1857.
En 1863, il quitte la direction de la manufacture lorsqu'elle connait des difficultés financières en raison des problèmes d'approvisionnement en coton dus à la guerre de Sécession aux États-Unis. Il cessa alors toute activité professionnelle pour se consacrer pleinement à sa passion d'archéologue et d'historien.
Son épouse décède le 8 mars 1871 à Ribécourt.
Il meurt le 14 juin 1881 à Guise et est inhumé à Brouchy, commune dont était originaire sa mère.
En janvier 1882, la maison Sylvestre, rue des Bons-Enfants à Paris, procède à la vente des ouvrages de sa bibliothèque.

## Archéologue historien

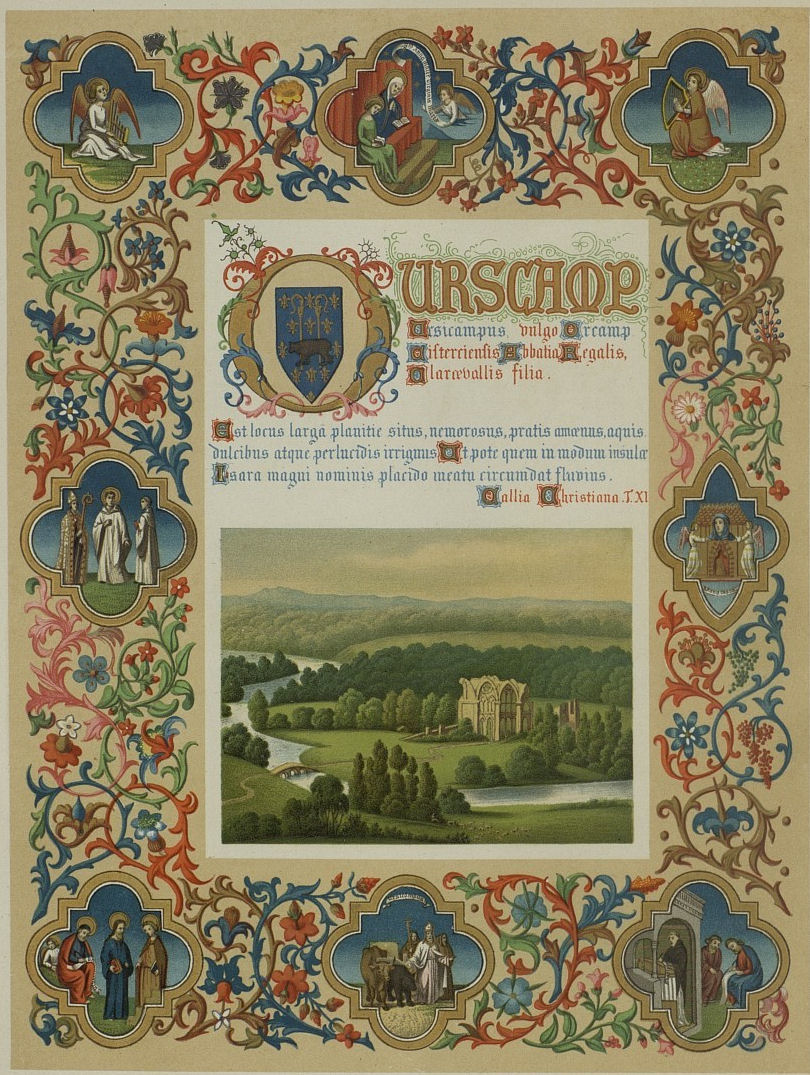
Frontispice, Histoire N.-D. d'Ourscamp, doc BnF.

Sa nomination en tant que directeur de la filature d'Ourscamp, lui offre une position idéale pour pratiquer sa passion de l'archéologie, il étudie l'histoire de l'abbaye cistercienne d'Ourscamp, collecte tous les documents encore présents sur place et dans les bibliothèques françaises et étrangères, mène des fouilles et préserve les ruines d'une abbaye qui avait beaucoup souffert des suites de la Révolution et de sa vente comme bien national en 1792.
En 1865, il publie un premier ouvrage de 620 pages - Le Cartulaire de l'abbaye Notre-Dame d'Ourscamp, ouvrage pour lequel il se verra décerner une médaille d'or par l'Académie des inscriptions et des belles-lettres.
En 1876, il se résout à publier, de peur que les méfaits de l'âge ne ruinent le travail d'une vie, l'Histoire de l'abbaye Notre-Dame d'Ourscamp.
Ses compétences en matière d'histoire et d'archéologie, il les exerce à chaque fois qu'une énigme historique se présente à lui, ce qu'il résume en introduction de certains de ses ouvrages par le propos suivant :
« Une découverte due au hasard peut avoir des résultats inattendus et fournir le moyen de résoudre des questions historiques longtemps débattues [...] »
Au cours de sa carrière, il aura plusieurs fois l'opportunité de ces découvertes inattendues qui lui permettront d'établir des conclusions aujourd'hui validées par les historiens, ce qui ne fut pas toujours le cas de son vivant.

### Le trésor de Pouan et la bataille d'Attila en 451

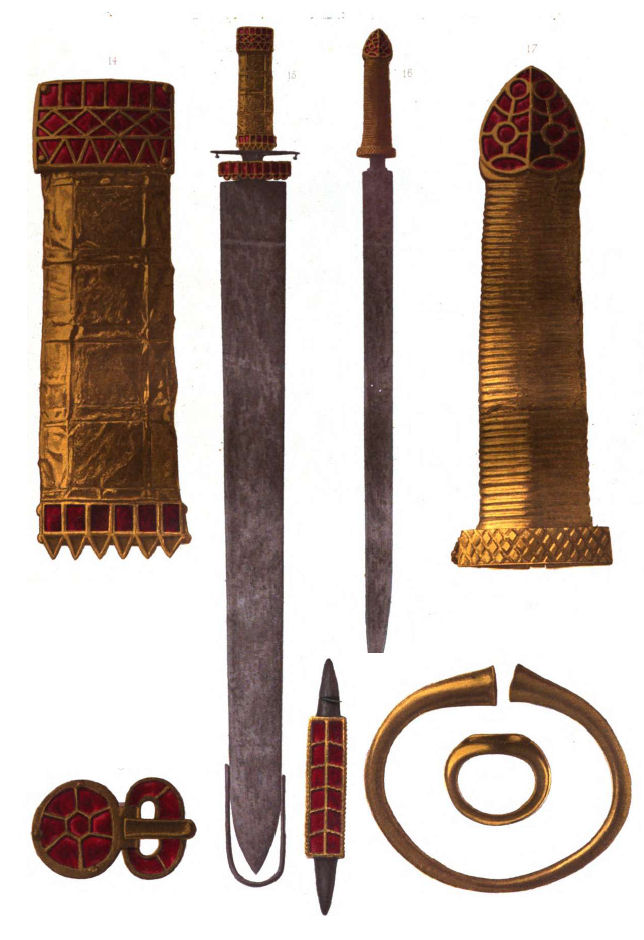
Trésor de Pouan.

En 1842, sont découverts à Pouan dans la vallée de l'Aube des ossements et des bijoux en or d'un poids considérable (>400 g) dont les plus éminents historiens peinent à identifier l'origine.
Peigné-Delacourt ayant entretenu l’empereur de l’importance de ces pièces, ce dernier décide de les acquérir et le charge d’en négocier l’acquisition. Napoléon III offre l’ensemble de ce trésor au musée de la ville de Troyes en mars 1860.
À partir d'une étude minutieuse de ce trésor et des recherches documentaires et comparatives poussées sur des trésors semblables détenus dans les musées, il démontre que ce squelette et les bijoux qui l'accompagnent sont probablement ceux de Théodoric Ier, roi des Wisigoths et que le lieu de cette découverte est le site dit « des champs Catalauniques », lieu de la bataille contre Attila en 451 où Théodoric fut tué. Il publie en 1860, Recherches sur le lieu de la bataille d'Attila en 451 et en 1866, Supplément aux recherches sur [...]. En 1956, une étude du trésor réalisée par le laboratoire de recherche archéologique de Nancy, confirme, dans sa conclusion, plusieurs hypothèses avancées par Peigné-Delacourt un siècle auparavant.

### Le pont à fascines et la campagne de Jules César en 51 av. J.-C.
Le problème posé par la localisation de la bataille de César contre les Bellovaques en 51 av. J.-C. est un sujet de débat entre les historiens, Peigné-Delacourt avait émis une hypothèse de localisation dans un premier mémoire en 1862 qui n'était pas convaincante et ne fit pas d'ombre à la thèse de M. de Saulcy mais une découverte fortuite l'amena à reconsidérer le sujet. 

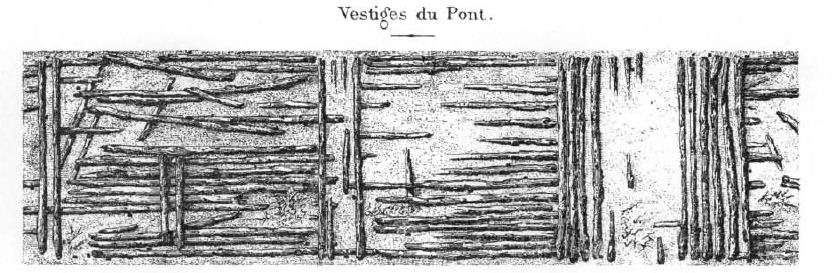
Pont romain à fascines- Breuil-le-sec

Vers 1865, l'exploitant d'une tourbière dans la vallée de la Brêche à Breuil le sec (Oise) met au jour une structure en bois enfouie sous 60 cm de tourbe. M Peigné-Delacourt est sollicité pour expertiser  cette structure. Il l'identifie comme étant le pont romain à fascines tel que cité par Hirtius dans le livre VIII-14 des Commentaires de César. En comparant la géographie locale avec les indications contenues dans les Commentaires, il collecte un ensemble de données lui permettant de conclure que la dernière bataille de César contre les Bellovaques s'est déroulée au voisinage de ce site. Il publie en 1868, une étude nouvelle sur la campagne de Jules César contre les Bellovaques. De 1935 à 1939, quatre campagnes de fouilles, à la demande du Service des Antiquités Nationales, sont menées par Georges Matherat sur le site du pont de fascines et les sites environnants. Les informations collectées confortent la thèse de Peigné-Delacourt. Ces recherches conduiront au classement du site du pont à fascines.
Napoléon III, dans son Histoire de Jules César dont la guerre des Gaules occupe une grande partie, avait adopté la thèse de Félix de Saulcy soutenant que la bataille de César contre les Bellovaques en 51 av. J.-C., s'était déroulée en forêt de Compiègne au mont Saint-Pierre en Chastres et dans les environs; thèse que Peigné-delacourt mettait à mal avec la découverte du pont à fascines dans le clermontois, ce qui contrariait fortement Napoléon III. Cependant, soutenue par une phalange d'historiens « de cour », c'est la thèse de Napoléon III qui fut admise dans le milieu académique.

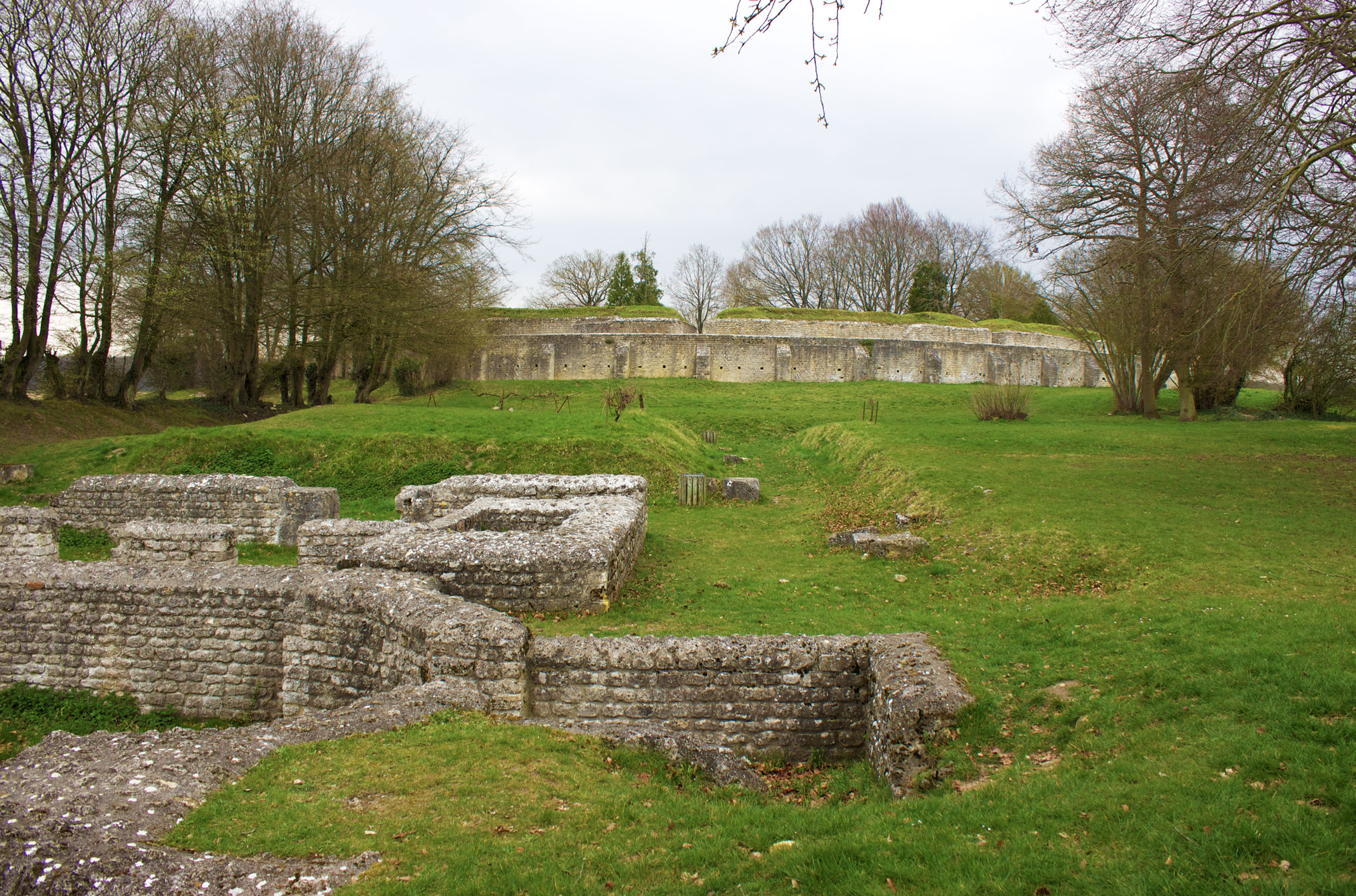
Champlieu, thermes et vue arrière du théâtre.

### Les ruines de Champlieu
L’étude du site de Champlieu, décidée par Napoléon III en 1857 et confiée à l’architecte Viollet-le-Duc, donna lieu à une intense polémique entre d’une part Mérimée, de Saulcy et Viollet-le-Duc qui y voyaient les vestiges d’un cirque mérovingien et d’autre part des « Antiquaires du soissonnais et du beauvoisis (sic) », dont Peigné-Delacourt, soutenant la thèse d’un théâtre romain.
Connu de ses confrères comme un homme bon, sans rancœur mais vif qui mettait une chaleur extrême à soutenir une idée, une opinion, Peigné-Delacourt combat la thèse mérovingienne avec d’autant plus d’ardeur qu’il fut un peu méprisé par cette élite savante et « prié de retourner sur les bancs de l’école » lorsqu’en 1858, il avait fait part de ses remarques sur ce sujet à de Saulcy.
Il expose, dans trois mémoires successifs, en 1858,1859 et 1860, selon les règles du débat scientifique qui lui sont chères, les arguments contradictoires et  documentés  qui lui font soutenir la thèse du théâtre romain, et de conclure dans son mémoire de 1860 : « Après tout, parce que trois hommes d'esprit, de talent et de science, à la suite d'une visite sommaire, ont décidé, un peu trop promptement peut-être, que l'hémicycle de Champlieu,[…], offrait les ruines d'un cirque mérovingien, et non d'un théâtre romain, étions-nous forcés de faire violence à nos convictions, et d'accepter en silence et sans examen cette opinion nouvelle ? Nous ne l'avons pas cru; nous avons discuté loyalement, mais librement. »
En 1862, une nouvelle campagne de fouilles met au jour un hypocauste, il publie en 1867 la description de ce vestige et les explications détaillées sur le fonctionnement de ce type de thermes.

## Distinctions
- Chevalier de la Légion d'honneur (1857)[22]
- Médaille de Sainte-Hélène

## Publications
- Note sur le châtelain de Coucy et sur la dame de Fayel / par M. Peigné-Delacourt, etc. / Amiens : impr. de Duval et Herment, 1854
- Analyse du roman du Hem du trouvère Sarrasin / M. Peigné-Delacourt / Arras : s.e., 1854
- Recherches sur la position de Noviodunum Suessionum et de divers lieux du Soissonnais / par M. Peigné-Delacourt. / Amiens : Impr. de Duval et Herment, 1856
- La Chasse à la haie, etc. / Achille Peigné-Delacourt / Paris : impr. de Vve Bouchard-Huzard, 1858
- Le théâtre de Champlieu / par Peigné-Delacourt, etc. / Noyon : Typogr. Andrieux-Letellier, 1858
- Charte de donation et confirmation de dons faits à l'abbaye de Saint-Lucien de Beauvais en l'an 1109, par Henri, etc. publiée et annotée d'après l'original / par M. Peigné-Delacourt, etc. / Beauvais : Impr. Achille Desjardins , 1858
- Supplément à la notice sur le théâtre de Champlieu / publiée en 1858 par Peigné-Delacourt, etc. / Noyon : Typogr. D. Andrieux-Duru, 1859
- Camp de Bar (Castrum Barrum) : communication faite au Comité archéologique de Noyon / par M. Peigné-Delacourt. / Noyon : D. Andrieux-Duru, 1859
- Supplément aux recherches sur l'emplacement de Noviodunum et de divers autres lieux du Soissonnais / par M. Peigné-Delacourt. / Amiens : Impr. de Vve Herment, 1859
- Un dernier mot sur le théâtre de Champlieu, Oise / Peigné-Delacourt. / Noyon : Typogr. D. Andrieux-Duru, 1860
- Recherches sur le lieu de la bataille d'Attila en 451 / Par Peigné-Delacourt, etc. / Paris : Impr. Jules Claye, 1860
- Agnès Sorel était-elle tourangelle ou picarde ? / Achille Peigné-Delacourt / Noyon : Typographie D. Andrieux-Duru, 1861
- Campagne de J. César contre les Bellovaques étudiée sur le terrain / par M. Peigné-Delacourt, etc. / Beauvais : Imp. d'A. Desjardins, 1862
- Notice sur divers documents de l'époque celtique dans le département de l'Aisne : mémoire lu à la séance de l'Acad. des Inscriptions et Belles-Lettres le 30 juillet 1864 / par Peigné-Delacourt / Paris : A. Durand, 1864
- Recherches sur divers lieux du pays des Silvanectes : études sur les anciens chemins de cette contrée, gaulois, romains, gaulois romanisés et mérovingiens / par M. Peigné-Delacourt, ... / Amiens : Lemer aîné, 1864
- Cartulaire de l'abbaye de Notre-Dame d'Ourscamp de l'ordre de Citeaux, fondée en 1129 au diocèse de Noyon / publié par M. Peigné-Delacourt /Publication : Amiens : Lemer aîné, 1865
- Notice raisonnée sur deux instruments inédits de l'âge de pierre : un Tranche-tête et une lancette / Achille Peigné-Delacourt, etc. / Paris : J. Claye impr., 1866
- Porte-lampes du Ve siècle de l'ère chrétienne représentant une basilique / Peigné-Delacourt / Arras : Rousseau-Leroy, 1866
- Supplément aux recherches sur le lieu de la bataille d'Attila en 451 / Achille Peigné-Delacourt, etc. / Troyes : impr. de Dufour-Bouquet, 1866
- L'Hypocauste de Champlieu, près de Pierrefont / par le Dr Peigné-Delacourt, etc. / Beauvais : impr. de D. Père, 1867
- Les Normans dans le Noyonnais : IXe et Xe siècles / par M. Peigné-Delacourt, etc. / Noyon : D. Andrieux, 1868
- Étude nouvelle sur la campagne de J. César contre les Bellovaques / par M. Peigné-Delacourt, etc. ; mémoire lu à la séance du 24 juillet 1868 de l'Académie des Inscriptions et Belles-Lettres / Senlis : Impr. et lith. de Mme Vve Duriez , 1869
- Monasticon gallicanum : collection de 168 planches de vues topographiques représentant les monastères de l'ordre de Saint-Benoît, congrégation de Saint-Maur, avec deux cartes des établissements bénédictins en France / [Dom Michel Germain] ; le tout reproduit par les soins de M. Peigné-Delacourt ; avec une préface de M. Léopold Delisle, etc. / Paris : V. Palmé, 1871
- L'Origine des noms de Bruxelles et de Louvain attribuée à d'anciens appareils de chasse à la haie / par M. Peigné-Delacourt, etc. / Namur : impr. de A. Wesmael-Charlier, 1871
- Topographie archéologique des cantons de la France : département de l'Oise, arrondissement de Compiègne, canton de Ribécourt / par M. Peigné-Delacourt / Noyon : D. Andrieux, 1873
- Topographie archéologique des cantons de la France : département de l'Oise. Arrondissement de Senlis. Canton de Creil / par M. Peigné-Delacourt, etc. / Noyon : D. Andrieux, 1875
- Tableau des abbayes et des monastères d'hommes en France, à l'époque de l'édit de 1768 relatif à l'Assemblée générale du clergé, liste des abbayes royales de filles, distribution suivant l'ordre alphabétique des diocèses anciens / par M. Peigné-Delacourt, etc. / Arras : A. Planque & Cie, 1875
- J. César, ses itinéraires en Belgique d'après les chemins anciens et les monuments / par Peigné Delacourt, etc. / Péronne : J. Quentin, 1876
- Histoire de l'abbaye de Notre-Dame d'Ourscamp / par M.A. Peigné-Delacourt ... Ouvrage accompagne d'un plan de l'abbaye, d'une carte de ses possessions, de planches représentant les pierres tombales, de planches de sceaux lithographiées d'après les dessins de Gaignieres, conserves dans les bibliothèques d'Oxford et de Paris, et d'un grand nombre de gravures sur bois intercalées dans le texte / Amiens : Impr. amiénoise A. Denillet et Cie, 1876